# Shadow Gallery
Shadow Gallery é uma banda estadunidense de metal/rock progressivo formada na Pensilvânia em meados de 1980, originalmente sob o nome Sorcerer. Após mudarem seu nome para Shadow Gallery (o nome foi tirado do romance gráfico V for Vendetta, por Alan Moore) e gravarem uma demo de oito músicas, a banda assinou um contrato com a gravadora Magna Carta Records em 1991, lançando seu primeiro álbum homônimo no ano seguinte no Japão e na Europa. Somente em 2005 a banda gravou seu quinto álbum de estúdio, o Room V, com a gravadora americana/europeia independente, a InsideOut Music, sendo seu primeiro álbum com tal gravadora.
A banda é frequentemente comparada com outras bandas contemporâneas de metal progressivo como Dream Theater e Symphony X. Músicos como James LaBrie (vocalista do Dream Theater) e D.C. Cooper (vocalista do Royal Hunt) fizeram uma participação especial no álbum Tyranny nas músicas "I Believe" e "New World Order" - respectivamente. Após isso, os membros do Shadow Gallery também fizeram suas contribuições no projeto MullMuzzler, pertencente ao músico James LaBrie.
As músicas do Shadow Gallery geralmente contém longas histórias (álbuns como Tyranny e Room V são inteiramente conceituais), bem como longas partes instrumentais complexas; sua música é pesada em alguns momentos e melosa em outros, incorporando elementos do metal sinfônico e também do metal neo-clássico.
Em 29 de Outubro de 2008, o vocalista e membro fundador Mike Baker, morre aos 45 anos em virtude de um ataque cardíaco.

## História

Logotipo oficial da banda

No início da década de 1980, Mike Baker, Carl Cadden-James, Ron Evans e John Coonie tocavam na banda Sorcerer. Apresentando covers de canções que muitas bandas não tentariam, provaram ser grandes músicos com o tributos sem erros a canções de Yngwie Malmsteen e Rush.
Em 1985 o guitarrista Chris Ingles entrou na banda, assim como Brendt Allman - posteriormente. Nessa época a banda saiu da cena de casa noturnas da região para se dedicar à produção de material próprio. Chris Ingles deixou a banda por causa da universidade, estudando Teologia e Música. O baterista John enviou uma fita demo para Mike Varney, que se interessou pela banda.
Brendt Allman e Carl Cadden-James continuaram a trabalhar em na obra The Queen of the City of Ice, que mostrava um lado totalmente progressivo da banda. O trabalho encaixava completamente nos planos de negócio de Varney. Entraram em contato com a Magna Carta, cujo objetivo era trazer novas bandas de rock progressivo, cuja audiência estava a mercê de gravadoras buscando bandas com som mais comercial.
Ron Evans se mostrou mais interessado em um rock mais básico, e acabou deixando a banda para seguir tal caminho.
A banda mudou seu nome para Shadow Gallery e gravou um demo de oito faixas. Carl convidou Chris para tornar-se tecladista do novo projeto, sendo então aceito pela banda. A demo foi bem recebida pela Magna Carta, que assinou com a banda oficialmente em 23 de agosto de 1991. O Shadow Gallery foi a segunda banda a assinar com a gravadora, que já havia trabalhado com os Magellan. O álbum de estréia auto intitulado foi lançado em meados de 1992.
A bana começou a escrever material para o segundo álbum. Sua busca por um músico adicional para apresentações começou, terminando no encontro com o guitarrista e tecladista Gary Wehrkamp, que recebeu uma chamada de uma amigo avisando de banda que precisava de um membro adicional. Gary, que já havia trabalhado com o The Boxtops, retornou a ligação e agendou um encontro. Acabou tornando-se membro oficial três semanas após.
Em abril de 1995 o álbum estava completo e em 11 de julho foi lançado Carved in Stone. Novamente a banda se preparou para turnê, mas acabaram não viajando para contribuir com canções para um tributo ao rock progressivo.
Todos os membros começaram a escrever canções para o próximo álbum. O álbum Tyranny foi lançado em 25 de setembro de 1998, com boas críticas de especialistas.
Nos dois últimos meses de 1998, Brendt, Carl, Gary e o músico local Gary Sloyer começaram a trabalhar em idéias para um trabalho de James Labrie, se tornando Mullmuzzler: Keep it to Yourself. O álbum foi lançado pela Magna Carta em meados de 1999 e tornou-se o primeiro trabalho solo de Labrie (que também é vocalista do Dream Theater) e incluia canções como Shores of Avalon, Guardian Angel, Sacrifice e Slow Burn.
Em 29 de Outubro de 2008, o vocalista Mike Baker morreu de ataque cardíaco aos 45 anos.

## Integrantes

### Formação atual
- Brian Ashland - Vocal principal (2009 – atualmente)
- Gary Wehrkamp - Guitarra, teclados, piano, órgão, violino e vocal (1993 – atualmente)
- Brendt Allman - Guitarra, violão e vocal (1985 – atualmente)
- Carl Cadden James - Baixo, flautas e vocal (1985 – atualmente)
- Joe Nevolo - Bateria, e vocal (1997 – atualmente)
- Eric Deigert - Guitarra e teclados (2010 – atualmente)

### Ex-integrantes
- Mike Baker - Vocal principal (1985 – 2008; faleceu em 2008)
- Chris Ingles - Piano, teclado e sintetizador (1985 – 2005)
- Kevin Soffera - Bateria (1994 – 1996)

## Discografia
- Shadow Gallery (1992)
- Carved in Stone (1995)
- Tyranny (1998)
- Legacy (2001)
- Room V (2005)
- Prime Cuts (coletânea) (2007)
- Digital Ghosts (2009)